# Barri de la Sagrera
|  | Per a altres significats, vegeu «la Sagrera». |

La Sagrera és un barri del nucli de Sant Feliu de Codines (al Vallès Oriental). El nucli primitiu de Sant Feliu de Codines és el de la Sagrera, nascut a ponent de l'Església i que té encara una fisonomia peculiar i arcaica amb els seus carrerons i tortuosos. La Sagrera està integrada, urbanament, per la Sagrera Alta i la Sagrera Baixa, el Carreró de la Sagrera i la pl. de la Sagrera. Hi ha notables cases amb portals adovellats i finestrals, exemplars l'arquitectura popular dels segles XV, XVI i XVII. Cal destacar com a cases més rellevants: Can Sunyer i Cal Coronel a la Sagrera Baixa, Cal Sant Pere a la Sagrera Alta i Can Petit a la Pl. de la Sagrera.
Segons Balari Jovany es donava el nom de sagrera a l'espai de terreny situat al voltant de les esglésies fins a trenta passos distant d'aquestes, i tot el que hi havia dins d'aquest espai restava sota la protecció de l'església. Aquesta protecció eclesiàstica o parroquial se l'anomenava Dret d'Asil. Els trenta passos eclesiàstics al voltant de les esglésies consagrades fou institució del pontífex Nicolau en el cànon sient antiquitus. A Sant Feliu de Codines es coneix com el barri de la Sagrera els voltants de l'església i de Ca n'Ullar.